# Мотичак Роман Миколайович
Рома́н Микола́йович Мотича́к (30 травня 1969 — 10 серпня 2014) — старший солдат резерву Збройних сил України, учасник російсько-української війни.

## Життєпис
Народився 1969 року в селі Бережок (Турківський район, Львівська область). Згодом проживав у сусідньому селі Лімна; закінчив місцеву школу. Пройшов строкову військову службу в одній із частин морської піхоти Північного флоту СРСР — в Архангельську. У складі зведеного підрозділу брав участь у військовому параді в Москві (останньому перед розпадом СРСР). Одружився, подружжя виховувало двох дітей. Збирався будувати власний будинок, заснувати автомайстерню; часто їздив за кордон, привозив різні деталі і механізми, змайстрував саморобний всюдихід.
Учасник Революції Гідності — в складі сотні Лева. Доброволець, вдома не знали, що він уже на фронті. Під час війни — оператор групи аналізу та координації, 2-й батальйон спеціального призначення НГУ «Донбас».
10 серпня 2014-го група з 15 бійців, у складі якої перебував «Немо», рухалася попереду колони та виявила на мосту, через який пролягав шлях із Іловайська, підозрілі дроти — ознаки мінування. Гвардійці відвернули підрив мосту, але потрапили під обстріл терористами із великокаліберних снайперських гвинтівок і кулеметів. Протягом бою противник був відкинутий, загинули полковник Юрій Бойко, підполковник резерву Юрій Литвинський, старший солдат резерву Роман Мотичак.
Удома залишилися мама Ярослава Іванівна, дружина, син, донька. Похований в селі Лімна.

## Нагороди та вшанування
За особисту мужність і героїзм, виявлені у захисті державного суверенітету та територіальної цілісності України, вірність військовій присязі під час російсько-української війни
- нагороджений орденом «За мужність» III ступеня (25.3.2015, посмертно).
- медаль УПЦ КП «За жертовність і любов до України» (посмертно).
- У Лімнянській школі відкрито пам'ятну дошку на його честь.
- «Іловайський Хрест» (посмертно).
- його портрет розміщений на меморіалі «Стіна пам'яті полеглих за Україну» у Києві: секція 2, ряд 10, місце 22.
- вшановується 10 серпня на щоденному ранковому церемоніалі вшанування захисників України, які загинули за свободу, незалежність і територіальну цілісність нашої держави.[1]